# Scandinavian Airlines
Scandinavian Airlines (NASDAQ OMX: SAS DKK), der er forkortet SAS (for det officielle navn Scandinavian Airlines System), er et dansk flyselskab, der er det største i Skandinavien. 
Selskabets juridiske navn er Scandinavian Airlines System Denmark-Norway-Sweden.
SAS er ejet af SAS Group, i hvilken den danske stat har 25,80% af aktierne . SAS flyver pr. 2013 til 83 destinationer fra Københavns Lufthavn, der er den største af selskabets tre hubs; de to andre er Stockholm-Arlanda Airport og Oslo Lufthavn, Gardermoen. Den flyver desuden til over 280 destinationer på flere  kontinenter totalt pr. 2018.. I alt opererer SAS 236 ruter til Europa, Amerika, Mellemøsten og Asien fra Danmark, Sverige, Norge og Finland. Ansatte i 2019 var 10.178.[kilde mangler] Driftsresultat før skat i 2017 var 1,4 milliarder svenske kroner.[kilde mangler]

## Historie
Der er for få eller ingen kildehenvisninger i dette afsnit, hvilket er et problem. Du kan hjælpe ved at angive troværdige kilder til de påstande, som fremføres.

Selskabet blev dannet den 1. august 1946, hvor man skønnede, at de nationale selskaber Det Danske Luftfartselskab DDL (Danmark), ABA (senere Svensk Interkontinental Lufttrafik AB SILA, Sverige) og Det Norske Luftfartselskap DNL (Norge) havde store fordele af samarbejde – især omkring flyvninger til og fra Nordamerika. Første flyvning i det nye selskabs farver var den 17. september samme år.
I 1954 startede SAS SAS-polarruterne med en DC-6 maskine der fløj København-Kangerlussuaq (Søndre Strømfjord)-Winnipeg-Los Angeles og 1957 kom ruten København-Anchorage-Tokyo, der nedsatte flyvetiden mellem Europa og Japan fra 50 til 32 timer. Fra 1960 blev der brugt jetfly (DC-8) på ruten hvad satte flyvetiden ned til 16 timer.

## SAS-koncernen
SAS har hovedkvarter i Stockholm og betjener sig primært af lufthavnene Stockholm-Arlanda, Oslo-Gardermoen og København-Kastrup, hvor Kastrup er den mest brugte. Selskabets flyflåde består for tiden af ca. 161 fly fra firmaerne: Airbus, Boeing og Bombardier.
I 1991 startede SAS sit kundeloyalitetsprogram EuroBonus. EuroBonus-programmet er fem gange blevet præmieret med en Freddie Award som uddeles af branchen selv. Eurobonus benyttes i dag af SAS og Widerøe.
SAS var et af de fem flyselskaber der dannede Star Alliance den 14. maj 1997. Fra 1. september 2024 er SAS medlem af SkyTeam. 

## Nomineringer
Punktlighed 
SAS blev den 23. januar kåret til Europas mest punktlige flyselskab af det amerikanske flystatistik- og analyseselskab Flightstats. I 2011 var 88,22% af alle SAS-flyvninger til tiden. SAS er desuden verdens tredje mest punktlige, kun overgået to japanske flyselskaber. SAS satte punktlighedsrekord i 1983 med hele 99% afgange til tiden.
- 2011: Europas mest punktlige hele året. Verdens mest punktlige i juli og august.
- 2010: Europas punktligste hele året. Verdens mest punktlige i august.
- 2009: Europas punktligste hele året. Verdens 3. mest punktlige.[6]

Bedste Economy Extra 

SAS blev af 36000 brugere på magasinet Global Travelers, stemt ind som verdens bedste Premium Economy (Economy Extra) på langrute-klasser til både USA og Asien.
Bedste mad på Europæiske ruter 
SAS blev i starten af 2013 kåret til flyselskabet, som serverer den bedste mad på europæiske ruter. Der blev afsendt stemmer fra bl.a. rejsende og bloggere på internettet. På oversøiske ruter kom SAS på en tredjeplads over den bedste flymad.
Danish Travel Awards 
Afstemningen til Danish Travel Awards bliver afholdt af You Gov. De 1400 medlemmer valgte SAS som bedst i nedenstående kategorier.
- Bedste indenrigsflyselskab i Danmark i både 2011 og igen i 2012.
- Bedste Charterflyselskab i Danmark i både 2011 og igen i 2012.[9]

Social Media Awards: Bedst til krisekommunikation 
Da selskabet i november 2013 gennem flere døgn forhandlede med det flyvende personale om nye løn- og arbejdsvilkår, gjorde ledelsen medierne og omverdenen klart, at det var et spørgsmål om liv eller død for det skandinaviske luftfartsselskab. Fik man ikke nye aftaler på plads, ville banker og ejere ikke give livsnødvendige lånegarantier og SAS ville styre direkte mod konkurs.
Under ”konkurskrisen” kommunikerede SAS ikke blot gennem de traditionelle nyhedsmedier. Også de sociale medier blev taget i brug til direkte kontakt med kunderne uden om nyhedsmediernes filter. Og SAS’ brug af sociale medier under krisen i november er nu blevet prisbelønnet.

## Rejseklasser
Den 9. juni 2013 blev de traditionelle serviceklasser Economy og Economy Extra udskiftet med SAS Go og SAS Plus. Business Class blev afskaffet på short-haul flyvninger, men findes nu som SAS Business på long-haul flyvninger.

SAS Go er den billigste billettype og svarer til Economy-class. På long-haul har hver enkel passager sit eget 9” HD-underholdsningssystem.
SAS Plus er Premium-Economy. Dette er den højeste rejseklasse på short-haul-flyvninger. Sæderne er på short-haul de samme som på SAS Go, men midterste sæde (i konfigurationen 3-3) er reserveret for komfort (midterste sæde er tomt).
På long-haul-flyvninger er sæderne både bredere og med bedre benplads, end på SAS Go. Hver enkel passager har sit eget 12” HD-underholdsningssystem.
SAS Business findes kun på long-haul flyvninger. På SAS Business findes massagesæder, som kan lægges ned i total vandret stilling. Man modtager en dyne samt pude fra “Hästens”, en toilet
Alle sæder har fri udgang til gangene, og i sæderne finder 
man et lille arbejdsbord, professionelle hovedtelefoner og meget mere. Hver enkel passager har sit eget 15,4” HD-underholdningssystem.
Fri minibar med drikkelse, frugt, slik, chokolade og snacks. Desuden er det muligt at bestille mad fra SAS Busniess á la carte, som kan kombineres på flere måder.

## Havarier
I efteråret 2007 nødlander et Bombardier Q400 Dash 8 fly i Aalborg lufthavn. Piloten får indikationer om fejl med landingsstellet. Da flyet lander, brækker højre landingsstel sammen og flyet vælter ned på højre vinge. Dette indebærer at højre motor også rammer jorden, således at propeldele flyver ind i kabinen, nærmest som granatfragmenter. Ingen kom til skade under nødlandingen.  Endnu en nødlanding måtte foretages i Vilnius lufthavn pga. samme problemer. Ingen personer kom til skade. Til sidst nødlandede et fly i Københavns lufthavn med samme problemer - atter ingen personskade. Den 28. oktober 2007 tog ledelsen beslutning om et permanent ophør af brugen af Q400 og flyene blev solgt.
Efter nødlandingerne og grounding af Q400 modtog SAS en milliarderstatning fra Bombardier i form af kontanter og rabat på køb af nye fly. SAS har indgået aftale om køb af 24 fly af typen Bombardier CRJ 900NG.
Trods høj sikkerhed, er der sket ulykker med dødelig udgang. De er alle samlet her.
- 4.7.1948, en DC-6 fra SAS kolliderede med et Avro York militærfly i luften nær Northolt lufthavn, London. Alle 32 ombord omkom. Årsagen var militærflyets forkerte indstilling af højdemåler.
- 19.1.1960 forulykkede en Caravelle under indflyvning til Ankara. Alle 42 ombord omkom.
- 13.1.1969 ramte en DC-8-62 havet under indflyvning til Los Angeles. Femten af de 45 ombordværende omkom.
- 8.10.2001 kolliderede en MD-87 under starten med et mindre jetfly (Cessna 525-A) i Milanos lufthavn. Samtlige 110 ombord på SAS flyet samt de 4 ombord på det mindre jetfly og 4 på jorden omkom ved ulykken, som skyldtes en række årsager hovedsageligt sjusket drift af lufthavnen herunder at en vigtig jordradar havde været ude af drift i flere år forinden ulykken. Fire ledere af lufthavn blev idømt fængselsstraffe i 2004 for forsømmelighed og uagtsomt manddrab.

## Spareplaner
Den 12. november 2012 offentliggjorde bestyrelsen i SAS Group 4 Excellence Next Generation spareplanen, forkortet (4XNG). Planen har til formål at øge selskabets indtjening markant og sikre selskabets langsigtede finansielle beredskab med fuld virkning fra regnskabsåret 2013/2014. Planen indebærer besparelser for 2,6 milliarder kr. i form af outsourcing, effektiviseringer og frasalg. Antallet af medarbejdere reduceres fra 15.000 til 9.000 ansatte - herunder 800 administrative stillinger i Norge, Danmark og Sverige - og administrationen centraliseres og flyttes til Sverige. Desuden indføres nye og færre løntrin, der reducerer grundlønnen med op til 15 procent.
4XNG kommer i forlængelse af effektiviseringsplanerne Core SAS og senest 4 Excellence fra 2011, der havde til formål at reducere omkostningerne markant.
| „ | SAS går ligesom resten af luftfartsindustrien igennem en meget vanskelig periode. Den økonomiske krise, høje brændstofpriser og hård konkurrence har gennem flere år presset indtjeningen. Gennemførelsen af 4 Excellence Next Generation er en helt nødvendig forudsætning for, at SAS har en fremtid. Derfor er der simpelthen ikke et alternativ til, at de nye overenskomster hurtigt falder på plads. Selv om det naturligvis er store krav, der stilles til medarbejderne, så håber jeg, at de har en forståelse for og erkendelse af, at planen er den eneste mulighed for også fremover at have et stærkt skandinavisk luftfartsselskab som SAS. | “ |
|   | — Finansminister Bjarne Corydon |   |

Blandt andet skulle selskaberne Widerøe og SAS Ground Handling sælges fra.

## Flyflåde
SAS' flyflåde består pr. september 2019 af i alt 161 fly. SAS har yderligere ordrer på 57 fly.
Fra september 2019 til 2021 vil SAS få leveret 8 Airbus A350-900. Ordren på disse kom den 25. juni 2013, hvor SAS skrev under på at købe 8 Airbus A350-900 samt en option på yderligere 6 og 4 Airbus A330 Enhanced. I 2025 bestilte SAS 45 styk E195-E2, hvoraf de første leveres i 2027.